# Вильяново (Минская область)
Вильяново (бел. Вільянова) — деревня в Борисовском районе Минской области Беларуси. Входит в состав Пригородного сельсовета.

## География
Деревня находится в северо-восточной части Минской области, на берегах реки Начи, при автодороге Н-8124, на расстоянии приблизительно 15 километров (по прямой) к северу от города Борисов, административного центра района. Абсолютная высота — 170 метров над уровнем моря. Площадь населённого пункта — 0,3971 км².

## История
Известна с XIX века. В 1897 году входила в состав Борисовского уезда Минской губернии, насчитывалось 3 двора и 12 жителей.
По состоянию на 1909 год, в Вильянове имелся 1 двор и проживало 38 человек. В административном отношении имение входило в состав Кищино-Слободской волости.
С 20 августа 1924 года в составе Кищинаслободского сельского совета Борисовского района. В 1931 году, в ходе проведения коллективизации, был образован колхоз «Красная Зорька».
С 8 февраля 2010 года в составе Пригородного сельсовета.

## Население
По данным переписи 2019 года, в деревне проживало 42 человека.
| Год  | Население, человек |
| ---- | ------------------ |
| 1897 | 12                 |
| 1909 | ↗ 38               |
| 1917 | ↗ 51               |
| 1926 | ↘ 36               |
| 1960 | ↗ 175              |
| 2008 | ↘ 43               |
| 2009 | ↘ 34               |
| 2019 | ↗ 42               |